# American Theater Hall of Fame
L'American Theatre Hall of Fame di New York è un riconoscimento istituito come tributo alle personalità più meritevoli nel mondo del teatro che è stato fondato nel 1972.

## Storia
Earl Blackwell è stato il primo capo del Comitato Esecutivo dell'organizzazione. In un annuncio nel 1972, disse che il nuovo Theatre Hall of Fame sarebbe stato collocato nell'Uris Theatre (allora in costruzione, diventato ora il Gershwin Theatre). James M. Nederlander e Gerard Oestreicher, che affittarono il teatro, donarono lo spazio per la Hall of Fame; Arnold Weissberger fu un altro fondatore. Blackwell suggerì che i nomi dei primi premiati fossero "impressi in caratteri bronzo-oro sulle pareti d'ingresso del teatro che fiancheggiano la sua grande scalinata e la scala mobile". Il primo gruppo di membri fu annunciato nell'ottobre 1972.
I candidati idonei provengono da varie discipline: tra loro attori, drammaturghi, cantautori, designer e costumisti, registi e produttori che hanno avuto una carriera nel teatro americano per almeno venticinque anni e che hanno ricevuto almeno cinque importanti crediti di produzione a Broadway. Le selezioni vengono effettuate ogni anno votando i membri della Theatre Hall of Fame e dell'American Theatre Critics Association (ATCA). La nomina ha luogo durante una cerimonia al Gershwin Theatre di New York, dove sono appese le targhe contenenti i nomi dei candidati.
Dal 1998, i resoconti completi delle cerimonie annuali di nomina, con citazioni di entrambi i candidati e dei loro presentatori, sono apparsi sul Pittsburgh Post-Gazette. Un indice di questi articoli è sul sito web di ATCA. Un pranzo annuale della Theatre Hall of Fame Fellowship si tiene ogni anno dal 2004 per salutare un membro "che continua a lavorare a Broadway e presenta anche borse di studio ad artisti teatrali emergenti".

## Membri

### Membri originali
Di seguito l'elenco dei primi membri della Hall of Fame:
- George Abbott
- Judith Anderson
- Fred Astaire
- Pearl Bailey
- Tallulah Bankhead
- Ethel Barrymore
- John Barrymore
- Lionel Barrymore
- Norman Bel Geddes
- Irving Berlin
- Leonard Bernstein
- Edwin Booth
- Katharine Cornell
- Noël Coward
- Lynn Fontanne
- Eva Le Gallienne
- George Gershwin
- Ira Gershwin
- Lillian Gish
- Oscar Hammerstein II
- Moss Hart
- Helen Hayes
- Gertrude Lawrence
- John Lithgow
- Frank Loesser
- Alfred Lunt
- Ethel Merman
- George Jean Nathan
- Eugene O'Neill
- Richard Rodgers
- Laurette Taylor
- Tennessee Williams

### Premio Fondatori
Un premio annuale Theatre Hall of Fame Founders Award, istituito nel 1993 in onore dei 3 fondatori, riconosce l'eccezionale contributo di un individuo nel mondo del teatro.
I premiati:
- 1993: James Nederlander
- 1994: Kitty Carlisle Hart
- 1995: Harvey Sabinson
- 1996: Henry Hewes
- 1997: Otis Guernsey Jr.
- 1998: Edward Colton
- 1999: (nessun premio)
- 2000: Gerard Oestreicher
- 2000: Arnold Weissberger
- 2001: Tom Dillon
- 2002: (No award)
- 2003: Price Berkley
- 2004: (nessun premio)
- 2005: Donald Seawell
- 2007: Roy A. Somlyo
- 2008: Shirley Herz